# فالنتينا ماركي
فالنتينا مارشي (ولدت في 23 مايو 1986) لاعبة تزلج إيطالية في التزلج زوجي ومتزلجة على الجليد في متزلج فردي، فهي بطلة وطنية إيطالية خمس مرات (2004 ، 2008 ، 2010 ، 2012 ، 2014). كانت أعلى مواضعها في بطولة الاتحاد الدولي للتزلج هي الرابعة في بطولة أوروبا 2013 و 8 في بطولة العالم 2012. مثلت إيطاليا في دورة الألعاب الأولمبية الشتوية 2014 واحتلت المرتبة 11. أيضًا ، تنافس كمتزلج ثنائي مع أندريه هوتاريك، الذي يمثل إيطاليا. احتل الزوجي المركز السادس في دورة الألعاب الأولمبية الشتوية 2018.